# Lloyd Fredendall
Lloyd Ralston Fredendall (Cheyenne, Wyoming, 28 de diciembre de 1883-San Diego, California, 4 de octubre de 1963) fue un general estadounidense durante la Segunda Guerra Mundial. Es conocido sobre todo por su mando de la Fuerza de Asalto Central de Desembarcos durante la operación Torch, y por su mando del II Cuerpo durante las primeras etapas de la Campaña de Túnez. En febrero de 1943, mientras estaba al frente del II Cuerpo, sus fuerzas fueron derrotadas por las tropas del mariscal alemán Erwin Rommel en la batalla del paso de Kasserine. Esto provocó la sustitución de Fredendall por el general George Patton en marzo de 1943.

## Biografía
Fredendall había nacido en 1883 en Wyoming, hijo de un oficial de intendencia del Ejército de los Estados Unidos, en 1905 ingresó en la Academia de West Point pero no logró graduarse allí, así que estudió en el Instituto de Tecnología de Massachusetts donde se graduó en 1907, aprobando ese año el examen de oficial del ejército estadounidense.
Pronto fue remitido a varios destinos, incluyendo Filipinas y en 1917 -después que Estados Unidos entró a la Primera Guerra Mundial- fue enviado a Francia como instructor de las tropas estadounidenses destinadas a combatir allí. Tras el fin de la guerra en 1918, Fredendall sirvió en puestos de estado mayor y jefatura con el rango de coronel.
Tras dos décadas en puestos administrativos y de entrenamiento, Fredendall desempeñó el mando de un regimiento de infantería en 1936 y en 1940 recibió el mando de la Cuarta División de Infantería con el grado de general. Al intervenir los EE.UU en la Segunda Guerra Mundial, Fredendall fue enviado en esa condición al teatro de combate en el Norte de África en 1942, cuando el general George Marshall lo recomendó al general Dwight D. Eisenhower para ejercer el mando allí.
Poco después de llegar al norte de África, Fredendall causó negativa impresión entre tropas y oficiales debido a una conducta excéntrica pues acostumbraba a hablar y a dar órdenes con una jerga personal, denominando la infantería como caminantes y pistolas de juguete a la artillería, lejos del lenguaje militar estandarizado para asegurar la claridad de las órdenes. En lugar de usar los mapas habituales, Fredendall usaba unos códigos que llevaban a la confusión, como el lugar que empieza con C. Esto a menudo generaba confusión entre sus subordinados y hacía perder un tiempo valioso intentando descifrar el contenido de sus mensajes, además de no visitar las líneas del frente de combate y quedarse en el cuartel general de Orán (Argelia francesa) casi todo el tiempo, pese a anunciar lo contrario en sus mensajes a retaguardia. De hecho, el comandante británico de Fredendall, el Teniente General Kenneth Anderson lo consideraba "un incompetente" ya antes del inicio de las operaciones.
También causó mala impresión que Fredendall usó una compañía de ingenieros para construirse un cuartel general a 70 millas del frente. Otra crítica fue que separase las unidades de infantería y las aislara, situándolas demasiado lejos unas de las otras como para apoyarse mutuamente o separándolas de la artillería, considerada el arma más poderosa del Ejército de los Estados Unidos.
Fredenhall dirigió el avance de los estadounidenses para desalojar al Afrika Korps de sus posiciones en Túnez, para lo cual se trabó la batalla del paso de Kasserine, el 5 de marzo de 1943, donde las fuerzas aliadas buscaron penetrar las defensas italoalemanas sin éxito, pero dispersando sus propias fuerzas blindadas y de infantería al punto que el ataque estadounidense fue repelido prontamente por las tropas del Eje; si bien el posterior contraataque italogermano fue detenido a tiempo por los estadounidenses, estos últimos terminaron sufriendo grandes pérdidas frente a una fuerza en manifiesta inferioridad material y numérica. El resultado de los combates en Kasserine causó evidente molestia en el estado mayor estadounidense en tanto una fuerza superior en número y material no pudo forzar su avance ante un enemigo claramente en inferioridad, tachando a Fredendall como uno de los principales responsables del fracaso por una muy errada táctica de ataques dispersos y desorganizados frente a una tropa italogermana ya veterana en combate.
Tras la batalla de Kasserine, el general Dwight D. Eisenhower visitó el cuartel general del II Cuerpo donde se reunió con Omar Bradley, y Eisenhower le preguntó sobre Fredendall: "¿Qué piensas del mando de todo esto?", a lo que Bradley respondió: "Es muy malo. He hablado con todos los comandantes de división. Todos han perdido la confianza en Fredendall como comandante del cuerpo". Ante las quejas de los altos oficiales, el 6 de marzo de 1943, el general George Patton relevó a Fredendall.
Fredendall fue bien recibido a su retorno a EE. UU. y no recibió reprimenda oficial alguna de Eisenhower, pero pronto recibió cuestionamientos tras saberse del mal desempeño de las tropas estadounidenses en Kasserine, siendo además notorio que Fredendall no volvió a recibir mando alguno de tropas en combate. Pasó el resto de la guerra en un puesto administrativo dirigiendo la Comandancia General de Defensa a cargo del entrenamiento básico de reclutas en territorio de los Estados Unidos, y sin recibir ascenso alguno aunque no estaba formalmente tachado para tal ascenso. En marzo de 1946 Fredendall pasó a retiro y se estableció en California, donde murió en 1963.

## Carrera
- 1936-1938 – Comandante del 57.º Regimiento, Filipinas
- 1938-1939 – Oficial ejecutivo de la Cabeza de Infantería
- 1940-1941 – Comandante de la 4.ª División
- 1941-1943 – Comandante del II Cuerpo
- 1942 – Comandante general de la Fuerza de Desembarco Central, Operación Torch
- 1943 – Comandante del XI Cuerpo
- 1943 – Adjunto del comandante general 2.º Ejército
- 1943-1946 – Comandante del 2.º Ejército
- 1943-1946 – Comandante en Cabeza de la Comandancia Central de Defensa
- 1946 – Retirado